# Mowag

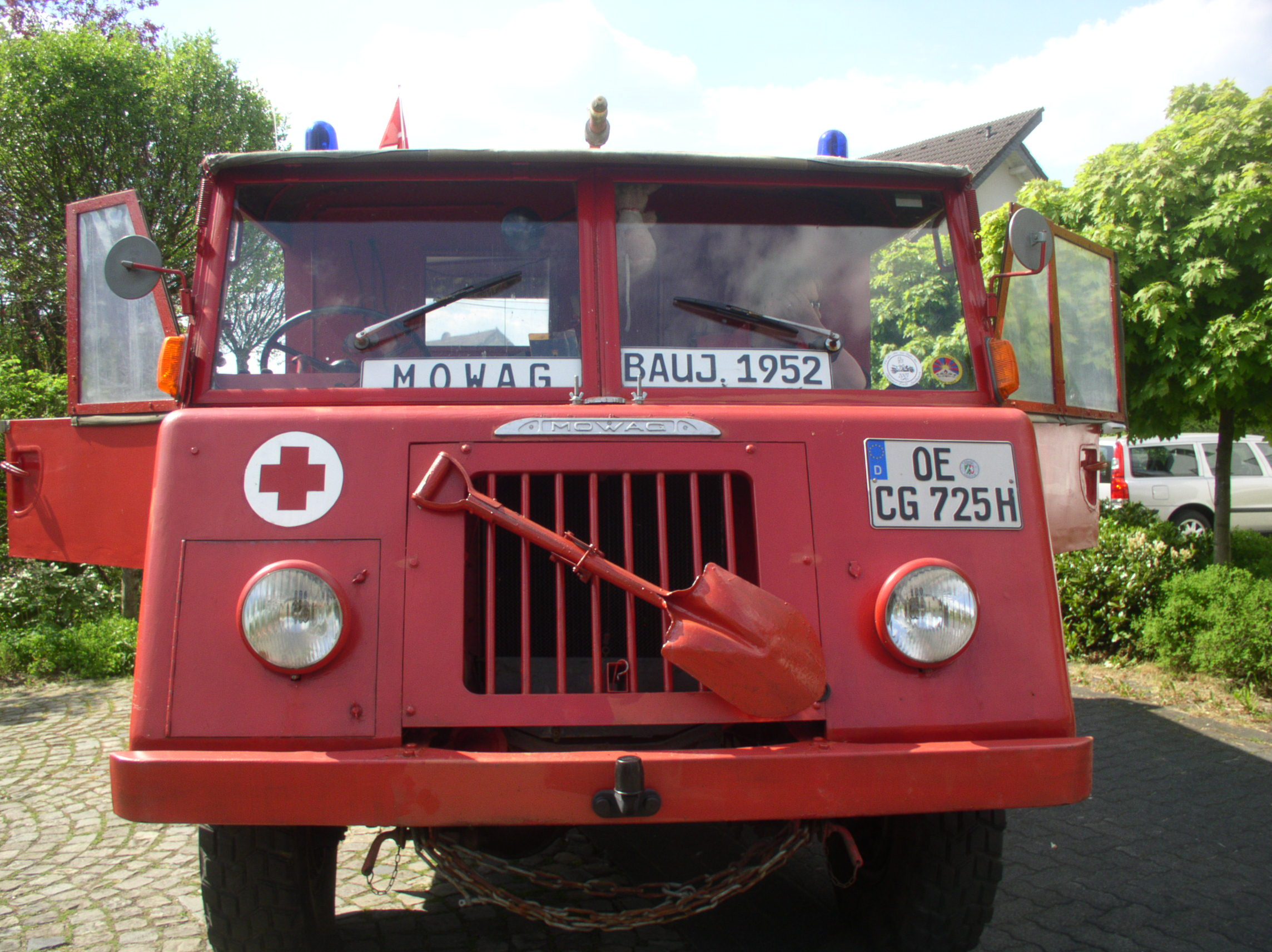
Veicolo antincendio del 1952

La General Dynamics European Land Systems – Mowag GmbH (fino al 31 marzo 2010 Mowag GmbH, fino al 2004 Mowag AG) è una società svizzera costruttrice di autoveicoli a Kreuzlingen nel Canton Turgovia. Dal 2003 fa parte del gruppo statunitense General Dynamics.

## Storia

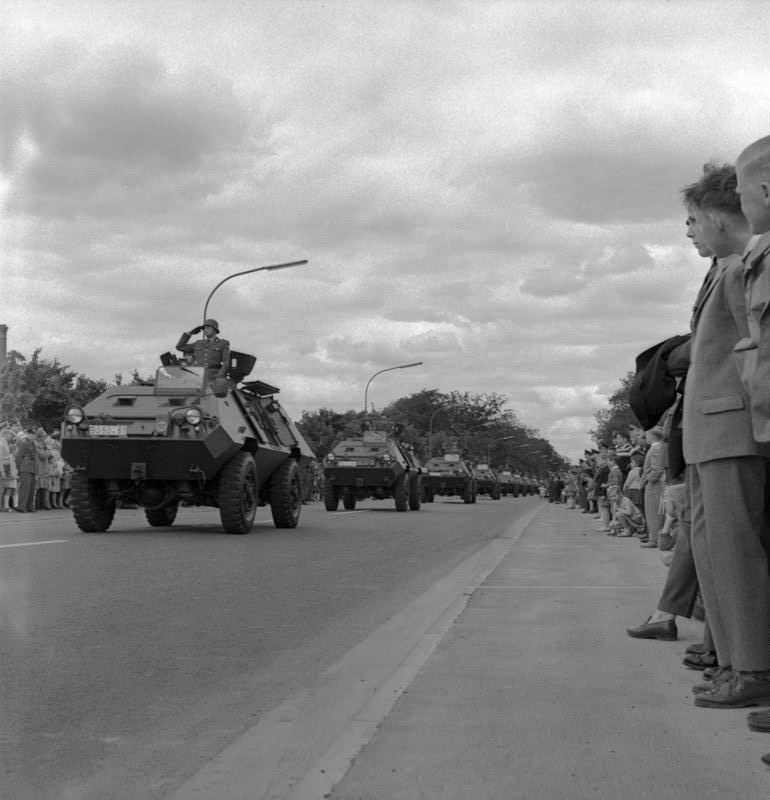
Deutscher Bundesgrenzschutz con Mowag Sonderwagen 1, 1961

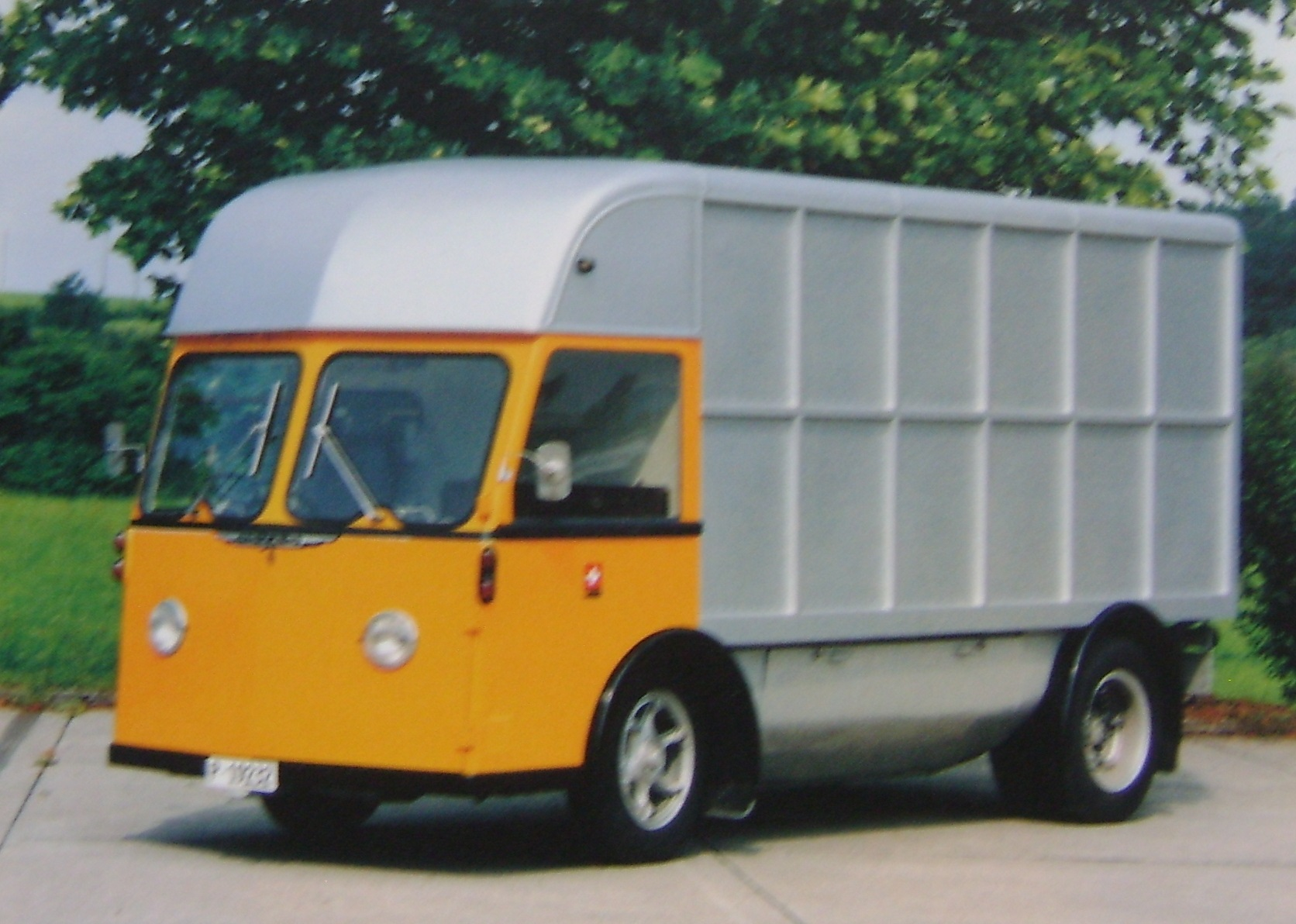
Mowag furgone per le PTT

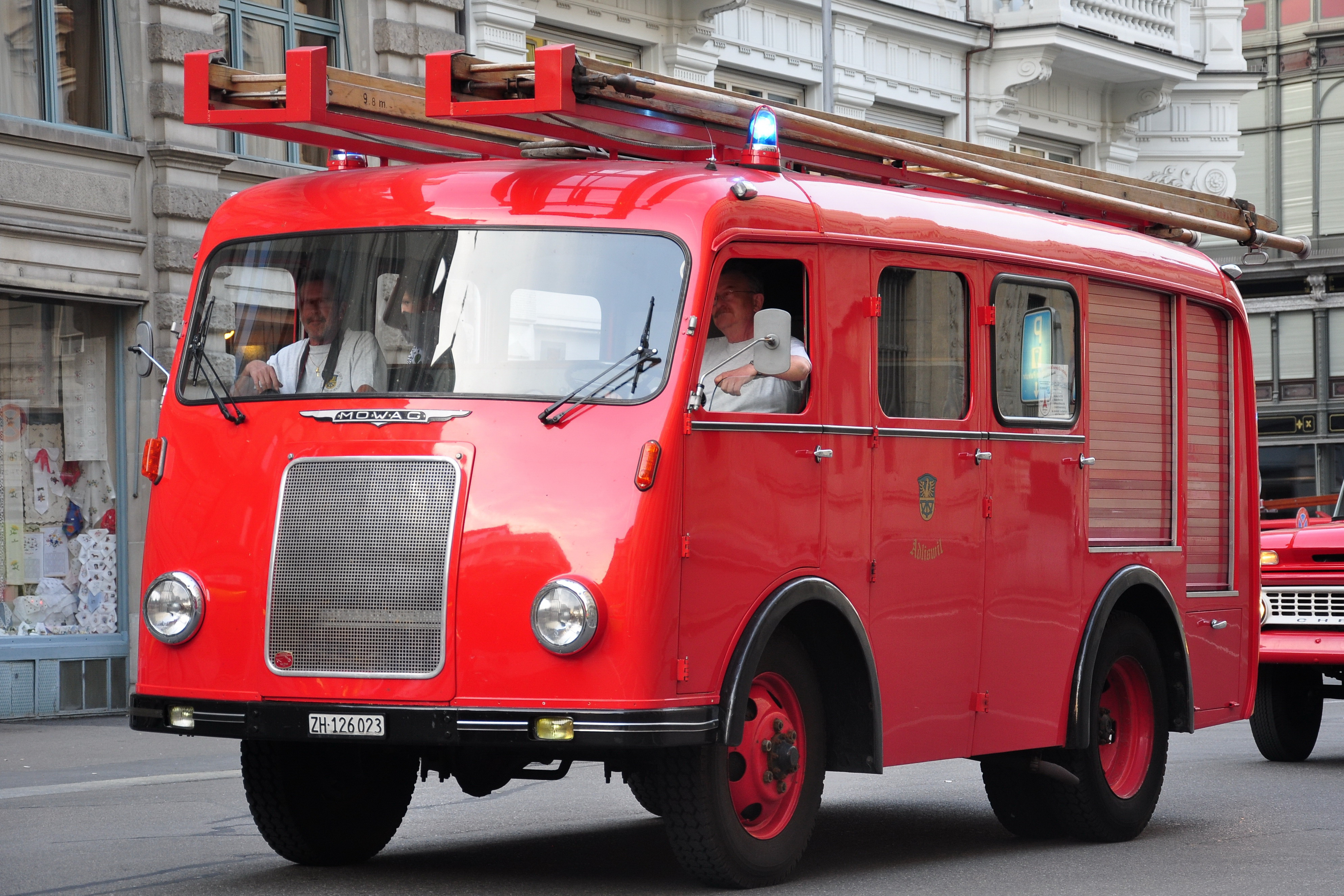
Antincendio Mowag

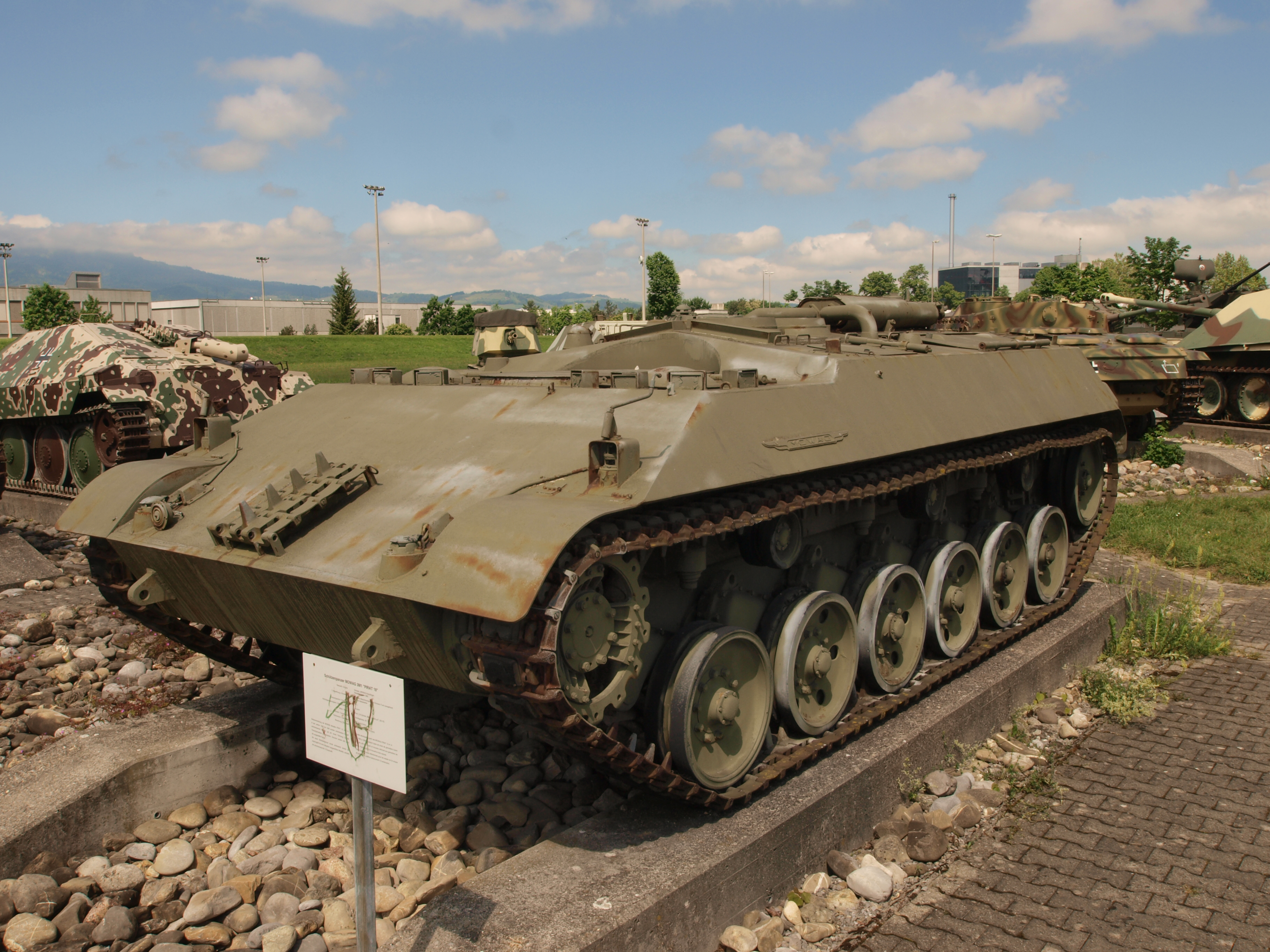
Mowag 3M1

La Mowag GmbH (Motorwagen-Fabrik) ha origine nella carrozzeria Seitz di Emmishofen (Thurgau) che dal 1905 al 1930 costruì per automobili e veicoli commerciali le carrozzerie. Nel 1947 la società divenne Mowag AG, con vicepresidente e CEO dal 1950 Walter Ruf (1903–2002). Una parte della società nel 1951 divenne Mowag Seitz & Ruf AG. Nel 1954 il nome Ruf venne tolto e divenne Mowag Motorwagenfabrik AG.
La fabbrica produsse diversi tipi di autoveicoli come ambulanze, veicoli antincendio, mezzi corazzati, veicoli elettrici, ciclomotori. In ambito civile Mowag costruì veicoli antincendio come il Mowag W300. 
In Germania assieme alla Thyssen e alla Büssing/Henschel dal 1963 su licenza venne costruito il panzer per la Bundesgrenzschutz (BGS).
Mowag dall'inizio alla fine degli anni '60 ha offerto veicoli sia civili che militari. Esempio fu l'autocarro pesante Mowag M5-16F con cabina quattro posti e 16 t di MTT, motore da 200 HP sotto pavimento. Il motore era centrale tra assale e ponte. Questo permetteva un baricentro basso e centrale. Dal 1949 il Mowag 214 Ortsdienstwagen venne consegnato alle Die Schweizerische Post, basato sul più piccolo e compatto Mowag T1 4×4.
Del veicolo furgone per le Schweizerische Post (PTT) Mowag ne produsse dal 1953 al 1988 in totale 556 esemplari, sempre con motore sotto pavimento. Il furgone venne equipaggiato con motore benzina V8, e fu la base per lo sviluppo del Mowag-Panzer. Più tardi venne impiegato un motore Diesel.
Tra il 1965 e il 1975 la Mowag produsse per le Schweizer Post un veicolo tipo 170 Elektro-Handwagen. Negli anni'80 vennero costruiti diversi tipi di veicoli elettrici tricicli e a quattro ruote, ad uso civile per trasporto persone in ambiti ospedalieri, aeroportuali, comunità, industrie e per le Poste. Anche automobili elettriche vennero sviluppate.
Mowag fu l'importatore svizzero del Dodge Ram Wagon che venne allestito in antincendio da Mowag e anche ambulanza per la Polizia. La vendita ai privati non fu consentita, Mowag fornì solo i pezzi di ricambio.
Per il velivolo militare Dassault Mirage della Schweizer Luftwaffe Mowag assieme a AEG produsse il trattore aeroportuale Mowag Flugzeugschlepper.
Negli anni '80 Mowag produsse il rullo compressore vibrante per lavori stradali. Vennero prodotti con tonnellaggio da 900 kg a 1300 kg, Tandem da 2000 kg a 3000 kg e a quattro assi da 4,5 t a 18 t.
La società è specializzata in veicoli speciali militari. La divisione civile specializzata in ambulanze e veicoli antincendio è dal 2000 ceduta alla Tony Brändle AG di Sirnach, occupata dagli anni'60 nello stesso settore civile.
Il veicolo di punta della società è il Mowag Piranha, veicolo da combattimento della fanteria anfibio gommato. Oltre al Piranha viene prodotto anche il derivato Hummer, Mowag Eagle e il Duro, dal 2003 prodotto dalle Bucher Industries.
Mowag è fornitore dei ricambi per il veicolo trattore aeroportuale Bucher FS 10 Flugzeugschlepper 78.
Nel 1999 General Motors Canada acquistò Mowag, dalla quale peraltro aveva ottenuto la licenza di produzione del veicolo da combattimento Mowag Piranha. Nel 2003 General Dynamics comprò a sua volta la divisione difesa della General Motors Canada, integrando l'azienda di origine svizzera nella General Dynamics European Land Systems. 
Dal 2003 la società è quindi diventata parte di General Dynamics European Land Systems, conservando il nome Mowag GmbH fino al 2010 (in precedenza era definita come Mowag AG). Dal 2010 il nome ufficiale è divenuto General Dynamics European Land Systems - Mowag (anche abbreviato in GDELS-Mowag).
Mowag occupa ca. 640 collaboratori a Kreuzlingen.
Nel 2004 la Mowag ha inaugurato il nuovo Neubau Plant 2000. Nello stesso anno  è passata dall'essere una società per azioni, Aktiengesellschaft (AG), a una società a responsabilità limitata, Gesellschaft mit beschränkter Haftung (GmbH).

## Veicoli militari

### Cingolati
Il primo progetto di cingolato fu il Mowag Skorpion per l'esercito svizzero Schweizer Armee. Mentre l'ultimo cingolato Mowag costruito fu il Trojan del 1989, e dal 1990 proposto per i test del Schützenpanzer-2000-Beschaffungsprogramm. La Schweizer Armee scelse più avanti al posto del Mowag Trojan lo svedese CV90. Tutti i progetti di cingolati della Mowag rimasero soltanto alla fase di prototipo, senza trovare un acquirente, e non furono mai prodotti in serie.
- Schützenpanzer Mowag Pirat
- Jagdpanzer Mowag Gepard
- Schützenpanzer Mowag Tornado
- Schützenpanzer Mowag 3M1
- Amphibischer Schützenpanzer Mowag Mistral
- Schützenpanzer Mowag Trojan

### Veicoli su gomma
- Mowag Panzerattrappe
- Mowag Roland
- Mowag Wotan
- Radpanzer Mowag Puma 6×6
- Schwerer Waffenträger Mowag Shark
- Mowag Spy
- Radpanzer Mowag Piranha IB 4×4
- Radpanzer Mowag Piranha IB 6×6
- Radpanzer Mowag Piranha II 8×8
- Radpanzer Mowag Piranha IIIC 10×10

## Veicoli attuali

### Piranha

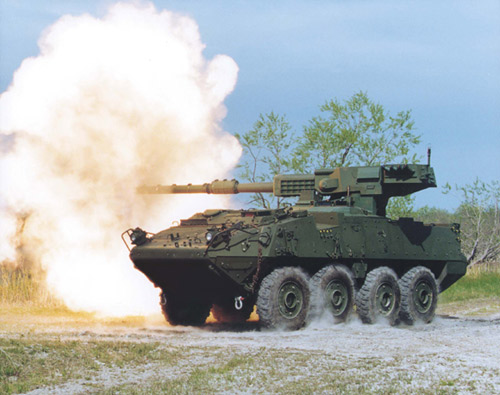
Piranha 8×8

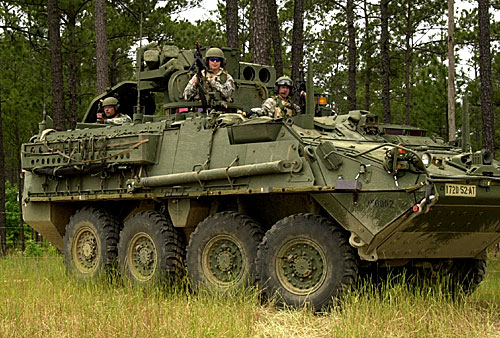
Stryker (variante americana del Mowag Piranha)

Il Mowag Piranha è un veicolo da combattimento 4×4, 6×6, 8×8 e 10×10. Ve ne sono circa 10.000 costruiti nel mondo.
Il peso varia da 12,5 a 25 t, con carico di 3 - 10 t. Sotto la designazione LAV-25 degli US Marine Corps, e Stryker per la US Army degli USA.
| Dati tecnici      | PIRANHA IIIC          | PIRANHA V                      |
| ----------------- | --------------------- | ------------------------------ |
| Potenza           | 336 kW/450 PS/1850 Nm | 530 kW/730 PS/2000 Nm          |
| Motore            | Caterpillar C9 Diesel | MTU Diesel + Hybridboost power |
| Velocità massima  | 100 km/h              | 100 km/h                       |
| Velocità di guado | 10 km/h               | k.A.                           |
| Massa             | 14 t                  | 17 t                           |
| Carico utile      | fino a 8 t            | fino a 16 t                    |
| Salita            | 60 %                  | 60 %                           |